# Apogonia leuweni
Apogonia leuweni är en skalbaggsart som beskrevs av Brenske 1894. Apogonia leuweni ingår i släktet Apogonia och familjen Melolonthidae. Inga underarter finns listade i Catalogue of Life.